# Chrysosoma tanasijtshuki
Chrysosoma tanasijtshuki är en tvåvingeart som beskrevs av Grichanov 1997. Chrysosoma tanasijtshuki ingår i släktet Chrysosoma och familjen styltflugor.
Artens utbredningsområde är Kenya. Inga underarter finns listade i Catalogue of Life.